# Liste der Bodendenkmale im Landkreis Cloppenburg

Landkreis Cloppenburg

In der Liste der Bodendenkmale im Landkreis Cloppenburg sind die Bodendenkmale im Landkreis Cloppenburg aufgeführt. Die Quelle ist der Denkmalatlas Niedersachsen. Die Angaben in den einzelnen Listen ersetzen nicht die rechtsverbindliche Auskunft der zuständigen Denkmalschutzbehörde.
| Bild | Gemeinde            | Bodendenkmalliste                              | Wappen | Lage | Ortsteile |
| ---- | ------------------- | ---------------------------------------------- | ------ | ---- | --------- |
|      | Barßel              | Liste der Bodendenkmale in Barßel              |        |      |           |
|      | Bösel               | Es sind keine Bodendenkmale ausgewiesen        |        |      |           |
|      | Cappeln (Oldenburg) | Liste der Bodendenkmale in Cappeln (Oldenburg) |        |      |           |
|      | Cloppenburg         | Liste der Bodendenkmale in Cloppenburg         |        |      |           |
|      | Emstek              | Liste der Bodendenkmale in Emstek              |        |      |           |
|      | Essen (Oldenburg)   | Liste der Bodendenkmale in Essen (Oldenburg)   |        |      |           |
|      | Friesoythe          | Es sind keine Bodendenkmale ausgewiesen        |        |      |           |
|      | Garrel              | Liste der Bodendenkmale in Garrel              |        |      |           |
|      | Lastrup             | Liste der Bodendenkmale in Lastrup             |        |      |           |
|      | Lindern             | Liste der Bodendenkmale in Lindern (Oldenburg) |        |      |           |
|      | Löningen            | Liste der Bodendenkmale in Löningen            |        |      |           |
|      | Molbergen           | Liste der Bodendenkmale in Molbergen           |        |      |           |
|      | Saterland           | Es sind keine Bodendenkmale ausgewiesen        |        |      |           |

Ortsteile in schwarzer Schrift weisen keine Bodendenkmale aus.